# ANA&JPエクスプレス
株式会社ANA & JP エクスプレス（エーエヌエー・アンド・ジェイピーエクスプレス・欧文：ANA &JP Express Co., Ltd.）とは、全日本空輸 (ANA) の航空貨物運航を行っていた子会社。2010年7月1日に、同じく全日本空輸の子会社であるエアージャパンに吸収合併される形で消滅した。

## 概要
かつてANAは日本貨物航空と資本関係があり、業務提携を行っていたが、2005年8月に日本郵船が買収したことに伴い関係は解消されていた。そのためANAは2005年10月に新たに航空貨物会社を設立することを、国際郵便分野の事業拡大を狙っていた日本郵政公社（現・日本郵政株式会社）と合意し、2006年2月に「ANA&JPエクスプレス」として設立された。2006年8月1日にエアージャパンから航空貨物事業が移管された。日本とアジア地域のほかシカゴへの航空貨物便を運航していた。
なお、2008年時点の出資比率はANAが51.7%、日本郵政グループの郵便事業（株）が33.3%、日本通運が10.0%、商船三井が5.0%であり、各社の合弁であった。
2009年8月8日、郵便事業（株）はANAとの提携を解消し、所有する株をANAに譲渡することが明らかとなった。
2009年10月にはANAの投資によって沖縄県の那覇空港に建設したロジステック基地を稼動させ、同空港を日本と東アジア間の貨物便のハブ・アンド・スポーク拠点とする体制が図られた。ただし事業主体は、2008年にANAと近鉄エクスプレス・日本通運・商船三井ロジスティクスの合弁で設立された株式会社オールエクスプレス（2009年8月に海外新聞普及株式会社と合併）の範疇である。
2010年4月1日、エアージャパンとの合併を決議、同年7月1日をもってエアージャパンに吸収合併された。なお、日本郵政グループの「JPエクスプレス」も同年9月30日付で、東京地方裁判所より特別清算の開始決定を受け倒産した。

## 運航路線
2009年10月の那覇空港ハブ化に伴い就航地が整理され、成田・関西・仁川のほか、ホノルル・バンコク・香港・台北・青島・天津・大連に直接運航、ANAの援助を受けながら廈門に就航しており、また日本の目的地に那覇と羽田が追加された。
基本的にはANAとしての運航であるため便名は「NH8XXX」となっていたが、仁川線の一部では「9N8XXX」として運航され、コールサインの「AYJEY CARGO」はこの9N便のみに用いられていた。

## 運航機材
2010年8月現在

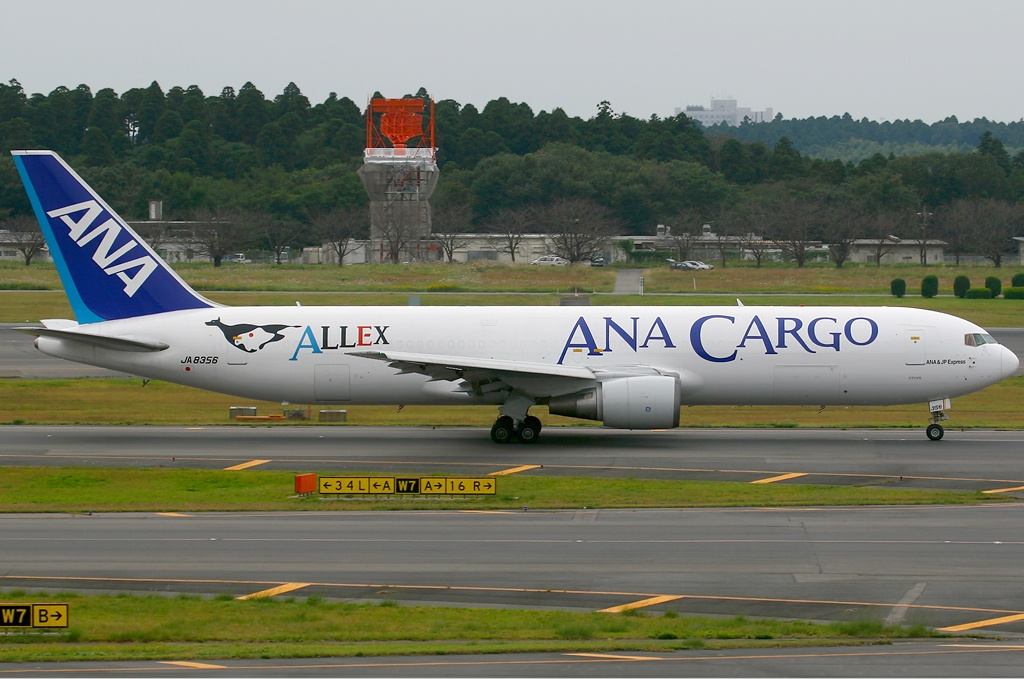
ボーイング767-300BCF(JA8356)

- ボーイング767-300F 4機（JA601F - JA604F）
- ボーイング767-300BCF 6機（JA8286、JA8323、JA8356、JA8358、JA8362、JA8664）
青字は胴体後部にオールエクスプレスのブランド「ALLEX」のロゴ入り。

ALLEXは旧名であり、またOCSとの提携が始まったので「ALLEX」が削除され代わりに「OCS」に変更された機体も多い。

## 合併後
エアージャパンとの合併により企業としてのANA&JPエクスプレスは消滅したものの、運航そのものはエアージャパンに継承されたため上記運航路線・機材には変更はなかった。しかし、JA601Fは合併後ほどなく退役している（2011年8月1日付で登録抹消）。